# 10702 Arizorcas
10702 Arizorcas este un asteroid din centura principală de asteroizi.

## Descriere
10702 Arizorcas este un asteroid din centura principală de asteroizi. A fost descoperit pe 30 august 1981 la Flagstaff de Edward L. G. Bowell. Asteroidul prezintă o orbită caracterizată de o semiaxă mare de 2,43 ua, o excentricitate de 0,21 și o înclinație de 2,7° în raport cu ecliptica.